# Valentino Lazaro
Valentino Lazaro (Graz, 26 maart 1996) is een Oostenrijks voetballer van Angolees-Griekse afkomst die doorgaans als offensieve middenvelder speelt. Hij tekende in 2023 een contract bij Torino FC, dat hem daarvoor al huurde van Internazionale. Lazaro debuteerde in 2014 in het Oostenrijks voetbalelftal.

## Clubcarrière
Lazaro werd geboren in Graz als zoon van een Angolese vader en een Griekse moeder. Op 3 november 2012 debuteerde hij voor Red Bull Salzburg in de Oostenrijkse Bundesliga tegen Admira Wacker Mödling. Hij was toen 16 jaar en 224 dagen oud en werd daarmee de jongste debutant in de competitie. Hij speelt soms ook wedstrijden voor FC Liefering, de satellietclub van Red Bull Salzburg die in de Erste Liga speelt. In het seizoen 2013/14 speelde hij elf competitieduels voor Red Bull en drie voor Liefering.
Salzburg verhuurde Lazaro in augustus 2017 voor een jaar aan Hertha BSC. Dat lichtte in november 2017 een optie in zijn contract dat de club het recht gaf hem in juli 2018 definitief over te nemen.

## Clubstatistieken
| Seizoen | Club               | Land                | Competitie     | Competitie | Competitie | Beker | Beker | Internationaal | Internationaal | Totaal | Totaal |
| Seizoen | Club               | Land                | Competitie     | Wed.       | Dlp.       | Wed.  | Dlp.  | Wed.           | Dlp.           | Wed.   | Dlp.   |
| ------- | ------------------ | ------------------- | -------------- | ---------- | ---------- | ----- | ----- | -------------- | -------------- | ------ | ------ |
| 2012/13 | Red Bull Salzburg  | Vlag van Oostenrijk | Bundesliga     | 5          | 0          | 0     | 0     | 0              | 0              | 5      | 0      |
| 2013/14 | Red Bull Salzburg  | Vlag van Oostenrijk | Bundesliga     | 0          | 0          | 1     | 0     | 0              | 0              | 1      | 0      |
| 2013/14 | → FC Liefering     | Vlag van Oostenrijk | 2. Liga        | 3          | 0          | 0     | 0     | —              | —              | 3      | 0      |
| 2013/14 | Red Bull Salzburg  | Vlag van Oostenrijk | Bundesliga     | 11         | 2          | 0     | 0     | 1              | 0              | 12     | 2      |
| 2014/15 | Red Bull Salzburg  | Vlag van Oostenrijk | Bundesliga     | 25         | 4          | 4     | 0     | 3              | 0              | 32     | 4      |
| 2015/16 | Red Bull Salzburg  | Vlag van Oostenrijk | Bundesliga     | 17         | 2          | 4     | 0     | 1              | 0              | 22     | 2      |
| 2016/17 | Red Bull Salzburg  | Vlag van Oostenrijk | Bundesliga     | 29         | 3          | 5     | 2     | 12             | 2              | 46     | 7      |
| 2017/18 | Red Bull Salzburg  | Vlag van Oostenrijk | Bundesliga     | 0          | 0          | 1     | 0     | 2              | 0              | 3      | 0      |
| 2017/18 | → Hertha BSC       | Vlag van Duitsland  | Bundesliga     | 26         | 2          | 1     | 0     | 4              | 0              | 31     | 2      |
| 2018/19 | Hertha BSC         | Vlag van Duitsland  | Bundesliga     | 31         | 3          | 3     | 0     | —              | —              | 34     | 3      |
| 2019/20 | Internazionale     | Vlag van Italië     | Serie A        | 6          | 0          | 1     | 0     | 4              | 0              | 11     | 0      |
| 2019/20 | → Newcastle United | Vlag van Engeland   | Premier League | 13         | 1          | 2     | 1     | —              | —              | 15     | 2      |
| Totaal  | Totaal             | Totaal              | Totaal         | 166        | 17         | 22    | 3     | 27             | 2              | 215    | 22     |

## Interlandcarrière
Lazaro maakte op 30 mei 2014 zijn debuut in het Oostenrijks voetbalelftal, in een oefeninterland tegen IJsland (1–1). Hij verving Marko Arnautović in de 76ste minuut. Hij speelde in september 2015 zijn eerste interland in het Oostenrijks voetbalelftal onder 21, waarmee hij deelnam aan het kwalificatietoernooi voor het Europees kampioenschap onder 21 van 2017. Lazaro werd op 12 mei 2016 opgenomen in de Oostenrijkse voorselectie voor het EK 2016 in Frankrijk. Naast doelman Robert Almer (Austria Wien) was hij de enige speler die actief was in eigen land. Lazaro behoorde niet tot de definitieve selectie.

## Erelijst
| Kampioen Bundesliga | 5x | 2011/12, 2013/14, 2014/15, 2015/16, 2016/17 |
| Oostenrijkse beker  | 5x | 2011/12, 2013/14, 2014/15, 2015/16, 2016/17 |

1 Paleari ·
2 Bayeye ·
3 Schuurs ·
4 Walukiewicz ·
5 Masina ·
7 Karamoh ·
8 Ilić ·
9 Sanabria ·
10 Vlašić ·
13 Maripán ·
16 Pedersen ·
17 Donnarumma ·
18 Adams ·
20 Lazaro ·
21 Dembélé ·
23 Coco ·
24 Sosa ·
26 İlkhan ·
27 Vojvoda ·
28 Ricci ·
32 Milinković-Savić ·
61 Tameze ·
66 Gineitis ·
72 Ciammaglichella ·
77 Linetty ·
79 Savva ·
91 Zapata  ·
92 Njie ·
Coach: Vanoli
1 A. Schlager ·
2 Ulmer ·
3 Dragović ·
4 Hinteregger ·
5 Posch ·
6 Ilsanker ·
7 Arnautović ·
8 Alaba ·
9 Sabitzer ·
10 Grillitsch ·
11 Gregoritsch ·
12 Pervan ·
13 Bachmann ·
14 Baumgartlinger  ·
15 Lienhart ·
16 Trimmel ·
17 Schaub ·
18 Schöpf ·
19 Baumgartner ·
20 Onisiwo ·
21 Lainer ·
22 Lazaro ·
23 X. Schlager ·
24 Laimer ·
25 Kalajdžić ·
26 Friedl ·
Coach: Foda